# Закон Тальбота
Закон Тальбота — физический закон, согласно которому при достаточной частоте прерываний светового потока уменьшение среднего по времени значения потока для человеческого глаза эквивалентно уменьшению его величины.
На основе закона Тальбота работают ослабители светового потока в виде вращающегося диска с секториальным вырезом. При достаточно высокой скорости вращения диска уменьшение ширины сектора для глаза эквивалентно ослаблению светового потока. Такие ослабители используются в фотометрах с непосредственным наблюдением.